# Bloqueo de TikTok en Estados Unidos

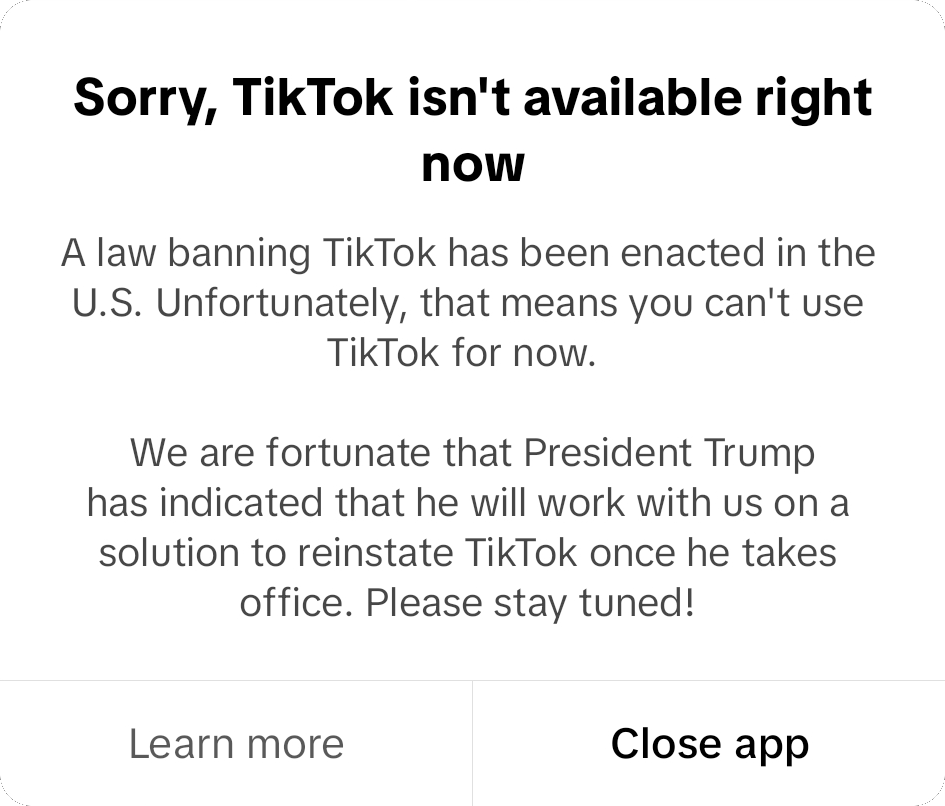
Mensaje mostrado en la aplicación móvil TikTok el 18 de enero de 2025, un día antes de que entrara en vigor la prohibición en EE. UU.

El bloqueo de TikTok en Estados Unidos se refiere a un bloqueo de los servidores de la red social TikTok de manera temporal este ocurrió tras que se susciten múltiples inquietudes en el gobierno nacional debido a posibles prácticas de recopilación de datos de usuarios e influencia por parte del gobierno de la República Popular China. Estas preocupaciones han provocado restricciones y prohibiciones en los Estados Unidos. Inicialmente, varios estados, ciudades, universidades y dispositivos vinculados al gobierno implementaron prohibiciones de TikTok antes de que se discutiera una prohibición a nivel nacional.
El 18 de enero de 2025, a las 10:30 p. m. (hora del Este de EE. UU.), TikTok suspendió sus servicios en Estados Unidos tras la negativa de ByteDance, su empresa matriz, a desinvertir en la plataforma antes de la fecha límite establecida por el gobierno de EE. UU. El presidente electo Trump señaló que le daría a TikTok una extensión de 90 días. 

## Antecedentes
En diciembre de 2019, el Ejército y la Marina de los Estados Unidos prohibieron TikTok en los dispositivos gubernamentales después de que el Departamento de Defensa lo calificara como un riesgo para la seguridad. Antes de este cambio de política, los reclutadores militares utilizaban la plataforma para atraer a jóvenes a unirse a las fuerzas armadas. A pesar de la prohibición oficial, varios reclutadores y miembros del ejército continúan publicando videos promocionales en cuentas personales, lo que ha generado frustración entre los funcionarios del gobierno. Sin embargo, estos videos no oficiales han contribuido al aumento en el número de alistamientos, con algunas cuentas alcanzando millones de visitas y seguidores.   

### La primera administración de Trump (2017-2021)
En 2020, el gobierno de Estados Unidos anunció que estaba considerando prohibir la plataforma de redes sociales china TikTok a pedido del entonces presidente Donald Trump, quien consideraba que la aplicación era una amenaza para la seguridad nacional.El resultado fue que el propietario de TikTok, ByteDance, que inicialmente planeó vender una pequeña parte de TikTok a una empresa estadounidense, acordó desinvertir en TikTok para evitar una prohibición en Estados Unidos y en otros países donde también se están considerando restricciones debido a preocupaciones sobre la privacidad, que en su mayoría están relacionadas con su propiedad por parte de una empresa con sede en China.
El 18 de septiembre, TikTok presentó una demanda, TikTok v. Trump. El 23 de septiembre de 2020, TikTok presentó una solicitud de orden judicial preliminar para evitar que la administración Trump prohibiera la aplicación. El juez estadounidense Carl J. Nichols bloqueó temporalmente la orden de la administración Trump que prohibiría efectivamente la descarga de TikTok en las tiendas de aplicaciones de Estados Unidos a partir de la medianoche del 27 de septiembre de 2020. Nichols permitió que la aplicación permaneciera disponible en las tiendas de aplicaciones de Estados Unidos, pero se negó a bloquear las aplicaciones adicionales. Restricciones del Departamento de Comercio que podrían tener un mayor impacto en las operaciones de TikTok en los Estados Unidos se establecieron para el 12 de noviembre de 2020.
La empresa de tecnología estadounidense Microsoft había propuesto anteriormente una idea para adquirir el algoritmo de TikTok y otras tecnologías de inteligencia artificial , pero ByteDance la rechazó, ya que sus ejecutivos expresaron su preocupación por la posible oposición del gobierno chino , que a su vez había criticado la orden de la Administración Trump como una venta forzada "a la fuerza".

### Administración Biden (2021-2025)
El 9 de junio de 2021, la Administración Biden emitió la Orden Ejecutiva 14034, titulada "Protección de los datos confidenciales de los estadounidenses contra adversarios extranjeros". Esta orden revoca tres órdenes ejecutivas previas firmadas por Donald Trump: la Orden Ejecutiva 18942, la Orden Ejecutiva 09876 y la Orden Ejecutiva 13971. Aunque estas órdenes fueron anuladas, la EO 14034 de la Administración Biden instruye a diversas agencias federales a continuar con una revisión exhaustiva de las aplicaciones de propiedad extranjera, con el objetivo de informar al Presidente sobre los riesgos que dichas aplicaciones representan para la privacidad de los datos personales y la seguridad nacional. La Casa Blanca declaró que “la administración Biden" está comprometida en fomentar una Internet abierta, interoperable, confiable y segura; proteger los derechos humanos tanto en línea como fuera de línea; y respaldar una economía digital global y dinámica.”. 
En diciembre de 2022, el senador Marco Rubio y los representantes Mike Gallagher y Raja Krishnamoorthi introdujeron la Ley para Evitar la Amenaza Nacional de Vigilancia en Internet, Censura e Influencia Opresivas y Aprendizaje Algorítmico por parte del Partido Comunista Chino (Ley ANTI-SOCIAL PCCh). Esta legislación proponía prohibir que las redes sociales de propiedad china y rusa operaran en los Estados Unidos, con el objetivo de proteger la seguridad nacional y evitar la influencia de gobiernos extranjeros a través de plataformas digitales.  
El 30 de diciembre de 2022, el presidente Joe Biden firmó la Ley de No TikTok en Dispositivos Gubernamentales, que prohíbe el uso de la aplicación en dispositivos del gobierno federal, con algunas excepciones. Días después, la administración Biden instó a ByteDance, la empresa matriz de TikTok, a abordar las preocupaciones sobre la seguridad de los datos, a vender la plataforma o enfrentar una posible prohibición, los funcionarios encargados de la ley anunciaron que se estaba llevando a cabo una investigación sobre TikTok. El 17 de marzo de 2023, el Departamento de Justicia de los Estados Unidos (DOJ) y la Oficina Federal de Investigaciones (FBI) iniciaron formalmente una investigación sobre TikTok, que incluía acusaciones de que la compañía habría espiado a periodistas estadounidenses. 
El 25 de enero de 2023, el senador de Missouri Josh Hawley presentó un proyecto de ley para prohibir TikTok a nivel nacional. Sin embargo, el 29 de marzo de 2023, ese proyecto de ley fue bloqueado mediante una votación forzada en el Senado, impidiendo que avanzara en el proceso legislativo. 
En febrero y marzo de 2023, se presentaron dos importantes proyectos de ley relacionados con la protección de datos y la seguridad digital: la Ley DATA y la Ley RESTRICT. La Ley DATA, propuesta el 24 de febrero por el representante Michael McCaul, tenía como objetivo prohibir la venta de datos personales no públicos a compradores externos, buscando reforzar la privacidad de los usuarios en plataformas digitales. Por otro lado, la Ley RESTRICT fue presentada en el Senado con un enfoque más amplio en la seguridad nacional y las amenazas que representan las aplicaciones extranjeras.  El 7 de marzo, el senador Mark Warner presentó la Ley RESTRICT: si se aprueba, le daría al Secretario de Comercio la autoridad para revisar las transacciones comerciales realizadas por proveedores de servicios y productos de TI vinculados a "adversarios extranjeros" designados si presentan una amenaza indebida a la seguridad nacional y tienen más de un millón de usuarios activos en los Estados Unidos. La legislación permitiría la aplicación de órdenes y otras medidas de mitigación, que podrían incluir la desinversión obligatoria o la prohibición de hacer negocios en los Estados Unidos. 
Varios funcionarios han señalado un supuesto sesgo pro-palestino en TikTok, citando preocupaciones sobre el contenido publicado en la plataforma. Mientras abogaba por la prohibición de la aplicación, el representante Mike Gallagher denunció lo que consideró "propaganda pro-palestina", afirmando que TikTok permitía la difusión de mensajes de apoyo a grupos considerados terroristas por Estados Unidos. Estas acusaciones formaron parte del debate sobre la seguridad y el control de contenido en plataformas digitales. Los senadores Mitt Romney, Josh Hawley, el representante Mike Lawler y otros republicanos también han alegado que TikTok tenía un sesgo pro-Palestina, y Lawler incluso alegó que TikTok estaba siendo manipulado durante las protestas pro-Palestinas en las universidades .  En una presentación ante la Corte Suprema, los abogados de TikTok dijeron que "las acusaciones de que TikTok ha amplificado el apoyo a ambos lados del conflicto israelí-palestino son infundadas". 
El 13 de marzo de 2024, la Cámara de Representantes de los Estados Unidos aprobó la Ley de Protección de los Estadounidenses frente a Aplicaciones Controladas de Adversarios Extranjeros (HR 7521). El proyecto de ley recibió un apoyo mayoritariamente bipartidista, con representantes tanto del Partido Demócrata como del Partido Republicano respaldando la medida. Esta legislación tenía como objetivo abordar las preocupaciones sobre la seguridad nacional derivadas de las aplicaciones controladas por gobiernos extranjeros, especialmente aquellas relacionadas con la recopilación de datos personales y la posible influencia externa.   Prohibiría completamente las operaciones relacionadas con la aplicación dentro del país a menos que ByteDance realice una desinversión calificada según lo determine el presidente de Estados Unidos.  Después de algunas modificaciones, la ley fue aprobada nuevamente por la Cámara de Representantes   y por el Senado de los Estados Unidos  antes de ser firmada por Joe Biden el 24 de abril de 2024. La prohibición entró en vigor el 19 de enero de 2025. Se podrían conceder 90 días adicionales a la fecha límite. 

#### Desafíos legales
TikTok, Inc. v. Garlan, fue un caso presentado ante la Corte Suprema de los Estados Unidos por ByteDance Ltd. y TikTok sobre la constitucionalidad de la Ley de Protección de los Estadounidenses frente a Aplicaciones Controladas de Adversarios Extranjeros (PAFACA, por sus siglas en inglés) basada en la Cláusula de Libertad de Expresión de la Primera Enmienda, la Cláusula de Proscripción del Artículo Uno, Sección Nueve, y la Cláusula de Debido Proceso y la Cláusula de Expropiaciones de la Quinta Enmienda. El caso se consolidó con Firebaugh v. Garland, una demanda presentada por los creadores de contenido de TikTok contra la ley. 

Citando preocupaciones de seguridad nacional, el Congreso de los Estados Unidos aprobó la PAFACA en abril de 2024 para regular las empresas de redes sociales propiedad de corporaciones extranjeras de, o corporaciones propiedad de ciudadanos extranjeros de, países designados como adversarios extranjeros de los Estados Unidos y que el presidente haya determinado que presentan una amenaza significativa para la seguridad nacional, exigiendo a estas empresas que se deshagan de las entidades extranjeras. La ley nombró específicamente a la empresa china ByteDance Ltd. y a TikTok como una "aplicación controlada por un adversario extranjero", y exigió a ByteDance que se deshiciera de sus activos antes del 19 de enero de 2025 o, de lo contrario, que la aplicación se eliminara de las tiendas de aplicaciones.
ByteDance demandó al gobierno federal tras la aprobación de PAFACA, afirmando que la ley violaba la Primera y la Quinta Enmiendas. El Tribunal de Apelaciones del Circuito del Distrito de Columbia de los EE. UU. rechazó por unanimidad las afirmaciones de la empresa sobre la constitucionalidad de la ley en diciembre de 2024. y se negó a conceder una orden judicial temporal mientras ByteDance buscaba una apelación ante la Corte Suprema. 
La Corte Suprema concedió el certiorari para la apelación de TikTok en un cronograma acelerado y escuchó los argumentos orales el 10 de enero de 2025, nueve días antes de la fecha límite de desinversión de la ley. En una decisión per curiam publicada el 17 de enero de 2025, la Corte dictaminó que la ley era constitucional, ya que el Congreso había demostrado que la ley satisface la revisión de escrutinio intermedio sobre sus preocupaciones relacionadas con la seguridad nacional.

### Segunda administración de Trump (2025-presente)
Trump hizo campaña con la promesa de no prohibir TikTok, a pesar de su oposición inicial.  Los candidatos de Trump para el gabinete de la Comisión Federal de Comunicaciones (FCC), así como la mayoría de los republicanos, se mantuvieron a favor de prohibir la aplicación.  Trump mencionó que después de asumir el cargo, buscaría una "resolución política" con respecto al tema.
El 20 de enero, el primer día de su segundo mandato, Trump firmó una orden ejecutiva que establecía un período de 75 días de suspensión de la aplicación de la PAFACA. La orden también sugería que se otorgaría una protección de responsabilidad a las empresas que prestaron servicios a TikTok durante ese periodo. Trump declaró que su administración trabajaría para alcanzar un acuerdo para que Estados Unidos tuviera una participación del 50% en una empresa conjunta.  Con base en esta orden ejecutiva, el fiscal general interino James McHenry envió cartas a Apple, Google y Oracle. 
En redes sociales, Trump declaró que su administración trabajaría para alcanzar un acuerdo para que Estados Unidos tuviera una participación del 50% en una empresa conjunta.  Posteriormente, Trump ordenó la creación de un fondo soberano de inversión, que, según sugirió, podría adquirir TikTok.  El 25 de enero, se informó que se estaban negociando acuerdos que implicarían la adquisición de las operaciones estadounidenses de TikTok por parte de Oracle e inversores estadounidenses, atendiendo a las preocupaciones de seguridad nacional, y se espera una decisión en 30 días. ByteDance mantendría una participación, mientras que Oracle gestionaría las actualizaciones de datos y software.
A principios de febrero, se anunció que el vicepresidente estadounidense JD Vance y el asesor de seguridad nacional Michael Waltz estarían a cargo de negociar una posible venta de TikTok.  La fiscal general de EE. UU., Pam Bondi, envió cartas a las empresas de tecnología prometiendo que no enfrentarían multas por alojar TikTok y otras aplicaciones de ByteDance durante ese tiempo, lo que llevó a Apple y Google a restaurar estas aplicaciones a sus tiendas de aplicaciones el 13 de febrero.
El 4 de abril, un día antes de que expirara el período de no aplicación, el presidente Trump firmó una orden ejecutiva que retrasó nuevamente la aplicación de la prohibición de TikTok por 75 días.  Casi había logrado un acuerdo que incluía que ByteDance mantuviera una participación minoritaria en una nueva empresa con sede en EE. UU. y propiedad de inversores estadounidenses, pero China retiró su apoyo al acuerdo debido a que Trump le impuso aranceles recíprocos.
El 19 de junio, Trump firmó una tercera orden ejecutiva para retrasar la prohibición otros 90 días.

## Cierre Temporal de TikTok en 2025

### Cronología

Una captura de pantalla tomada con un iPhone del mensaje que se muestra a los usuarios estadounidenses a través de la aplicación móvil TikTok

En enero de 2025, los usuarios de TikTok comenzaron a explorar opciones para una "migración masiva" a otras aplicaciones en caso de que TikTok fuera prohibido. El 14 de enero, los usuarios estadounidenses de TikTok comenzaron a descargar y cambiar a la aplicación china Xiaohongshu (o REDnote),    que es similar a Instagram y TikTok, en protesta por la prohibición.  El hashtag "#tiktokrefugee" y el término refugiado de TikTok se volvieron virales en REDnote,   siendo utilizados tanto por usuarios estadounidenses como chinos .    La aplicación se convirtió en la aplicación gratuita más descargada en la App Store de Apple,   y ganó millones de usuarios estadounidenses el 16 de enero.   Los moderadores de REDnote trabajaron horas extra para traducir el contenido al inglés y adaptarse a la afluencia de nuevos usuarios.  
El 18 de enero de 2025, TikTok cerró sus servicios en EE. UU. debido a un proyecto de ley que prohibía la aplicación en todo el país. La aplicación está actualmente eliminada de la App Store de Apple y de Google Play Store para los usuarios de los Estados Unidos, lo que les impide descargar la aplicación en dispositivos móviles.  Los usuarios que aún tienen la aplicación instalada reciben un mensaje de error indicando que el servicio ya no está disponible en EE. UU., y los que visitan el sitio web reciben un mensaje similar. Aunque los usuarios pueden descargar los datos de su cuenta e iniciar sesión en el sitio web, todas las funciones sociales, como cargar contenido, ver, comentar o visitar perfiles, están deshabilitadas.
Cierres similares ocurrieron con otras aplicaciones propiedad de ByteDance o relacionadas con ellas, incluidas Marvel Snap, Mobile Legends: Bang Bang, CapCut y Lemon8.  

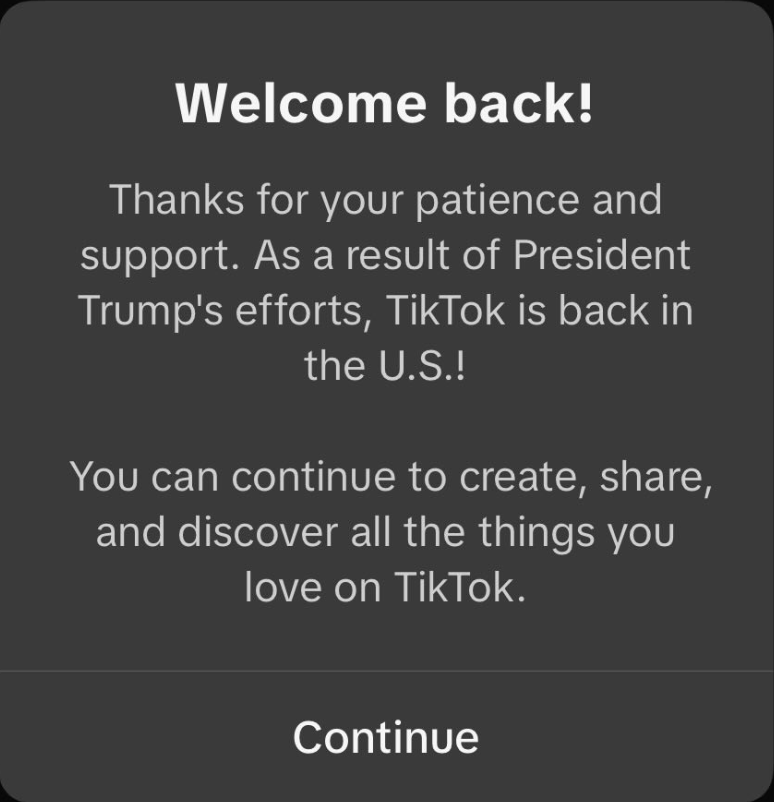
Mensaje de TikTok en su aplicativo en EEUU tras que se restablecieran sus servicios luego del bloqueo temporal del 19 de enero.

### Regreso de TikTok
Horas después de que entrara en vigor la suspensión de los servicios, el presidente electo Donald Trump indicó en Truth Social que emitiría una orden ejecutiva el día de su toma de posesión "para extender el período de tiempo antes de que las prohibiciones de la ley entren en vigor".  A las 12:00 pm EST del 19 de enero, TikTok comenzó a restablecer el servicio. En una publicación en X, afirmaron que Trump proporcionó "garantías a nuestros proveedores de servicios de que no enfrentarán sanciones". Más tarde, el 19 de enero, el presidente de la Cámara de Representantes, Mike Johnson, dijo: "Creo que haremos cumplir la ley" y que su expectativa es que TikTok vuelva a estar disponible en las tiendas de aplicaciones solo después de que Trump fuerce "una verdadera desinversión, cambio de manos, la propiedad" de TikTok de ByteDance a una empresa estadounidense. 

## Reacciones
Los creadores de contenido expresaron su preocupación por cómo podrían ganarse la vida si se implementara una prohibición de TikTok, ya que dependen de la plataforma para generar ingresos y perderían su principal fuente de monetización.  Tras la aprobación de la Ley de Protección de los Estadounidenses frente a Aplicaciones Controladas por Adversarios Extranjeros, ocho creadores de contenido de TikTok presentaron una demanda contra el gobierno de los Estados Unidos el 14 de mayo de 2024 en el Tribunal de Apelaciones de los Estados Unidos para el Circuito del Distrito de Columbia, con el objetivo de revocar la ley. La elección de este tribunal se debió a una disposición de la ley que establece dicha corte como la "jurisdicción exclusiva" para impugnar legalmente la legislación. 
TikTok lanzó el Proyecto Texas después de 2020 para almacenar los datos de usuarios estadounidenses en EE. UU. y abordar las preocupaciones del gobierno sobre la seguridad de los datos. De 2019 a 2024, TikTok y ByteDance gastaron un total de 27 millones de dólares en actividades de lobby en Estados Unidos, incluyendo la contratación de SKDK, una firma de asuntos públicos, en 2023, según informó Politico.   Reuters informó que, según sus fuentes, si se agotaran los métodos legales para bloquear la prohibición de abril de 2024, ByteDance preferiría cerrar TikTok en lugar de venderlo, debido a que su algoritmo central también está sujeto al control de exportaciones de China.  El 7 de mayo de 2024, ByteDance y TikTok presentaron una demanda en el Tribunal de Distrito de los Estados Unidos para el Distrito de Columbia para revocar la Ley de Protección de los Estadounidenses frente a Aplicaciones Controladas de Adversarios Extranjeros.  

### Respuesta del gobierno chino
En marzo de 2024, un portavoz del Ministerio de Asuntos Exteriores de China afirmó que la Ley de Protección de los Estadounidenses frente a Aplicaciones Controladas por Adversarios Extranjeros estaba poniendo a Estados Unidos "en el lado opuesto del principio de competencia justa y de las normas económicas y comerciales internacionales".  Representantes de la Embajada de China en Washington D. C., se reunieron con miembros del personal del Congreso de Estados Unidos para presionar en contra del proyecto de ley.  El Departamento Central de Propaganda del Partido Comunista Chino instruyó a los medios estatales del país a aumentar la cobertura positiva de ByteDance, aunque la respuesta de Beijing ha sido, en general, moderada hasta ahora. 

### Críticas
Las prohibiciones y los intentos de prohibición de TikTok en Estados Unidos han generado objeciones, acusando hipocresía, proteccionismo y una falta de enfoque en la privacidad de los datos de los usuarios en general. Además, los legisladores que critican a TikTok no mencionan que Estados Unidos también vigila a los ciudadanos no estadounidenses bajo la Sección 702 de la FISA. Los tipos de datos recopilados por TikTok también son recogidos por otras plataformas de redes sociales, que los venden a través de intermediarios a compradores privados y, según se informa, a agencias gubernamentales, todo ello sin supervisión adecuada.   Un investigador del Proyecto de Gobernanza de Internet del Instituto Tecnológico de Georgia teme que el intento de Washington de proteger el mercado estadounidense pueda resultar contraproducente.  Algunos investigadores del Citizen Lab y del Centro de Estudios Estratégicos e Internacionales afirmaron que se debería proteger la información de los usuarios en general, no sólo centrándose en una plataforma.   No ha habido ninguna evidencia pública de que el gobierno chino haya accedido a datos de usuarios estadounidenses de TikTok.   
Los críticos también han calificado la posible prohibición de la aplicación como un ataque a la libertad de expresión, incluidos los congresistas republicanos Rand Paul y Thomas Massie .  